# Sylvilagus cognatus
Il silvilago dei Monti Manzano (Sylvilagus cognatus Nelson, 1907) è una specie di silvilago del sud-ovest americano.
Ha un areale ridottissimo ed è diffuso solamente sui monti Manzano, in Nuovo Messico, dove si spinge anche ad altitudini superiori ai 2880 m.
Malgrado si conosca il suo areale, ben poco sappiamo sul comportamento di questo coniglio di montagna, che non è mai stato studiato accuratamente.